# Lille Dorrit
Lille Dorrit er en dansk stumfilm fra 1924, der er instrueret af A.W. Sandberg efter manuskript af Sam Ask.

## Handling
Denne artikel mangler et handlingsreferat. Hjælp os med at skrive det.